# Mike Herting
Mike Herting (* 1954 in Köln) ist ein deutscher Jazz-Pianist, Bandleader, Komponist und Arrangeur.

## Leben
Herting wuchs in Wesseling auf und besuchte das Max-Ernst-Gymnasium Brühl. Danach studierte er an der Hochschule für Musik und Tanz Köln. Er lebt in Bornheim-Brenig.

## Karriere
Herting erlernte das Klavierspiel als Kind bei seiner Großmutter, die als Stummfilmpianistin gearbeitet hatte. Als Student gründete er die Jazz-Rock-Gruppe Headband, später gehörte er zum Kölner Trio Härte 10. Ab 1982 arbeitete er mit dem Altsaxophonisten Charlie Mariano zusammen. In der gleichen Zeit begann er als Produzent zu wirken. Der von ihm produzierte Titel New York – Rio – Tokyo der Gruppe Trio Rio wurde ein Welthit, daneben brachte er das Album Shilly Shally von Fritz Brause sowie CDs mit Senta Berger und Ulrich Tukur heraus. Er komponierte das Musical Yellow Line (1997) sowie Hörspiel-, Schauspiel- und Filmmusiken, u. a. die Musik zu Das schreckliche Mädchen von Michael Verhoeven.
Seit 1998 wirkte Herting als Dirigent, Arrangeur und Komponist für die WDR Big Band Köln. In einem Crossover-Projekt 1999 in Köln waren Dhafer Youssef und Charlie Mariano Gastsolisten der Band. 2000 arrangierte und leitete Herting die Fernsehshow Kölsch am Broadway mit Ralph Morgenstern, Hans Süper und Jürgen Becker und begleitete in der Folge mit der Bigband die Mitternachtsspitzen musikalisch. Mit dem Projekt Sketches of Bangalore, an dem sich die WDR Big Band Köln, das Karnataka College of Percussion und Charlie Mariano beteiligten, verband er westliche Jazzmusik mit der indischen Musiktradition.
2002 leitete Herting auch Produktionen der NDR Bigband. 2002–2003 war er musikalischer Leiter der Fernsehshow Deutschland sucht den Superstar (wo er u. a. auch Daniel Küblböck auf seinen Auftritt vorbereitete). Es folgten weitere Kompositionen und Arrangements für die WDR- und die hr-Bigband. Mit Wolfgang Niedecken und der WDR Big Band nahm er das Album Niedecken Köln auf. Zusammen mit Walter Pütz und Ralf Plaschke betreibt Herting das Label gmo the label.

## Hörspielmusik (Auswahl)
- 2014: Thilo Reffert: Das Milliardengrab – Regie: Petra Feldhoff (Kriminalhörspiel – WDR)
- 2014: Francis Durbridge: Paul Temple und der Fall Gregory – Bearbeitung (gemeinsam mit Bastian Pastewka) und Regie: Leonhard Koppelmann (Original-Hörspiel, Kriminalhörspiel – WDR)

## Auszeichnungen
2006 erhielt er von der Bürgerstiftung Wesseling den erstmals vergebenen und mit 1000 Euro dotierten „Leistungsoskar“ in der Kategorie Kultur.